# Anshar

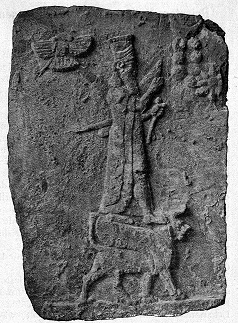
Anshar die op een stier staat. Afkomstig uit Aššur, een van de oude steden van het Assyrische Rijk.

Anshar (Anšar) of Anshur was in de (Akkadische) Babylonische mythologie een afgeleide hemelgod. De betekenis van het woord is "hemelberg" of "as van de hemel". Zijn echtgenote was Kishar die de wereldas vertegenwoordigde ('ki'=aarde, 'an'=hemel). Het zijn goden van de tweede generatie. Hun zusterpaar zijn daar de slangen Lahmu en Lahamu en hun ouders Tiamat en Apsu.
In de Sumerische kosmologie was er eerst en vooral de oeroceaan, waaruit de kosmische berg of wereldberg ontstond, bestaande uit An, hemel, en Ki, aarde. Ze werden gescheiden door Enlil. Daarop nam Anu de hemel voor zich en Enlil de aarde. Anshar en Kisjar hadden er op hun beurt Anu, ook een hemelgod, als zoon en eveneens Ea, de god van vers water en wijsheid. Verder kwamen ook de Igigi van hen voort, wezens die de hemel bevolkten, en de Anunnaki, de goden die in de aardse sfeer leefden en in de onderwereld.
In de Babylonische mythologie was Anshar het mannelijk principe in het Babylonisch epos Enuma Elish. Hij en Kishar, het vrouwelijk principe, worden daar ook voorgesteld als het tweede paar goden, opvolgers van Lahmu en Lahamu, het eerste godenpaar. Beide paren stamden er van de versmelting van Apsu, het oerwater, met Tiamat, het zoute oerwater. 
In de Assyrische mythologie werd vanaf de 9e eeuw v.Chr., onder de regering van Sargon II, Anshar met de god Assur (Aššur) geïdentificeerd om deze in hun versie van de Enuma Elish te laten voorkomen. In deze mythologie was Anshars vrouw Ninlil.